# ジャン・ロジェ＝デュカス
ジャン・ジュール・ロジェ＝デュカス（Jean Jules Amable Roger-Ducass, 1873年4月18日 ボルドー - 1954年7月19日 ジロンド県テラン＝メドック）は、フランス近代の作曲家。ガブリエル・フォーレの愛弟子の1人。綴りの違いからわかるように、ポール・デュカスとの血縁関係はない。ただしフランス人作曲家の中では、作風においてポール・デュカスとの類似点が多い。

## 生涯
パリ音楽院でフォーレの他、エミール・ペサールやアンドレ・ジェダルジュにも師事。パリ音楽院作曲科でフォーレの後任教授となり、1935年にはポール・デュカスの後任として管弦楽法の教授となる。ロジェ＝デュカスの個人様式は、ベルリオーズからサン＝サーンスを経て伝えられた、フランスの感覚的な管弦楽法の伝統にしかと根差したものである。しかしロジェ＝デュカスの管弦楽法は、淡色で幽玄なフォーレの管弦楽法とも、色彩的で華麗なラヴェルの管弦楽法とも違い、野太い線と強烈なリズムの強調が特徴的である。

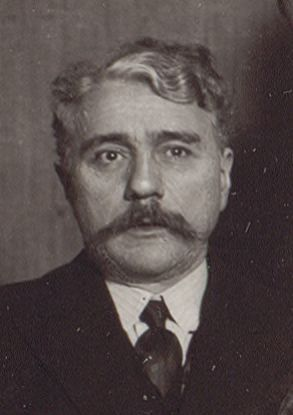
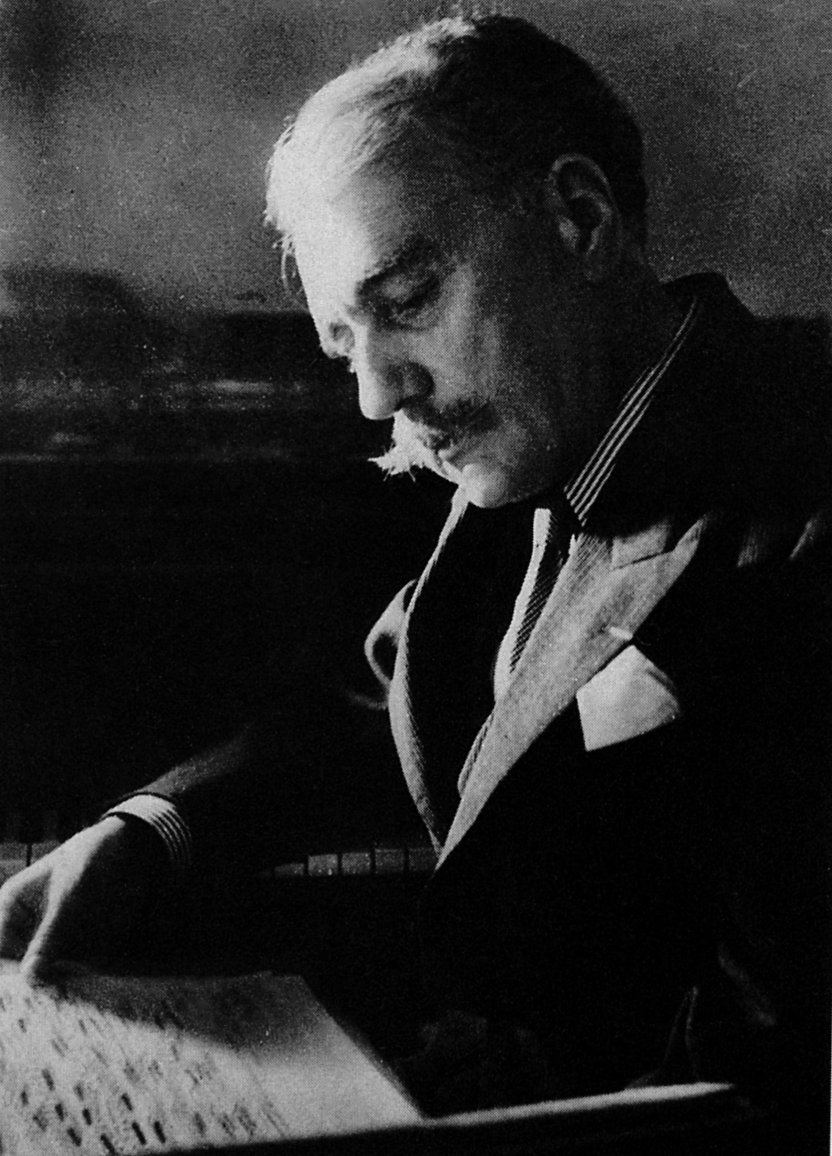
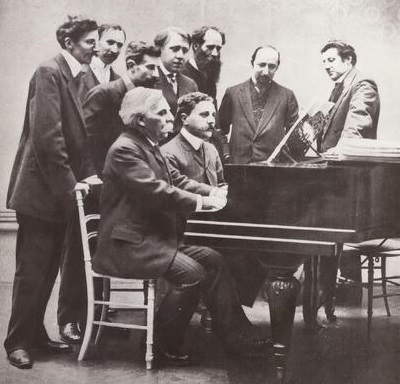
フォーレと共に
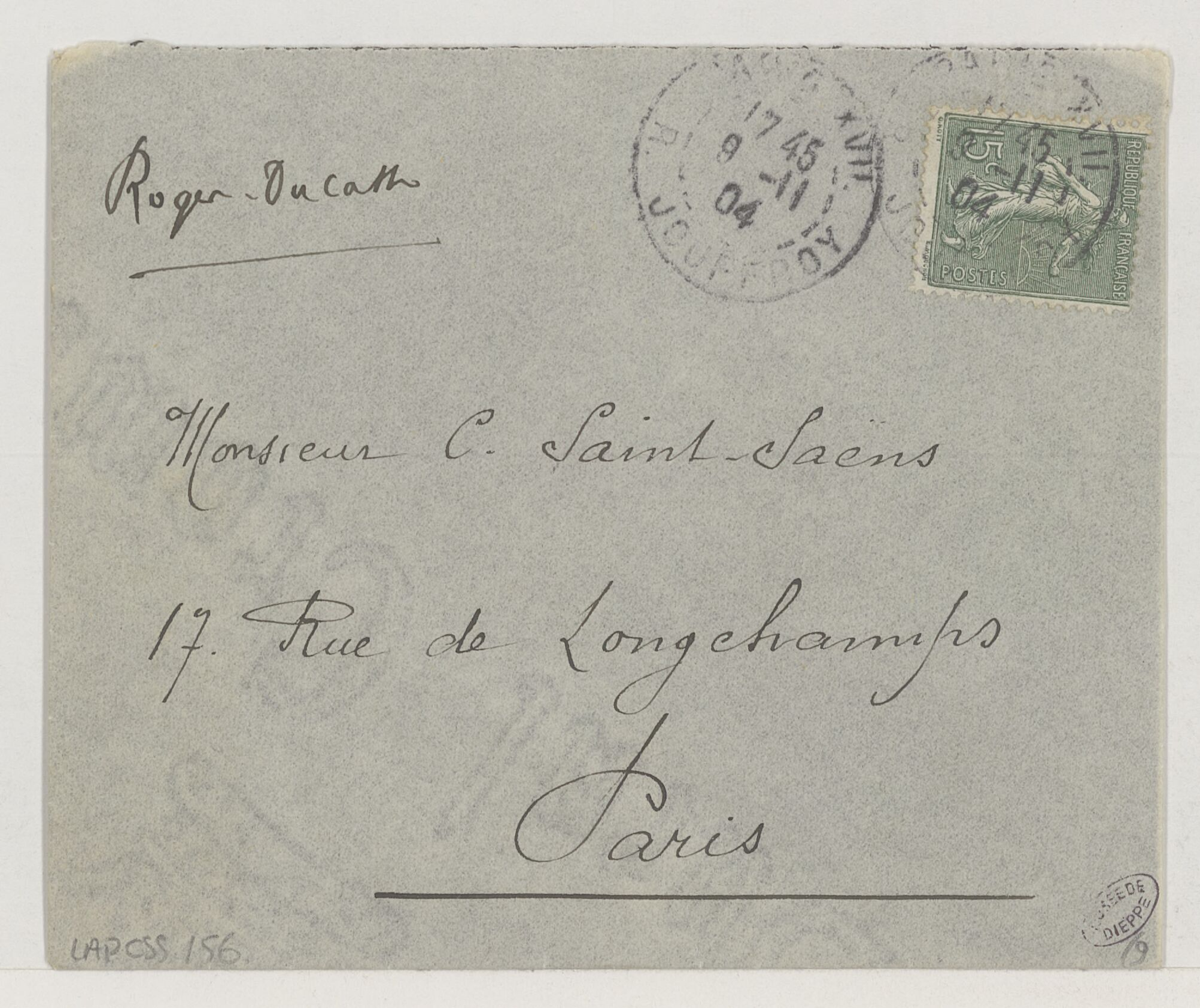
手紙

## 作品

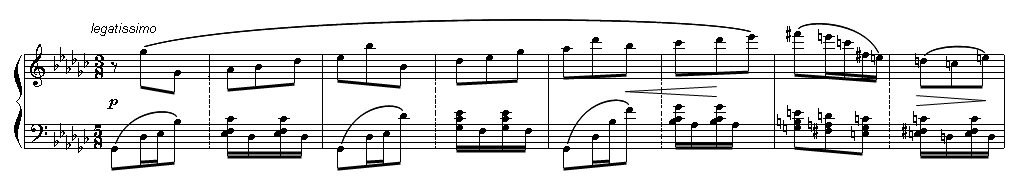
Rythmes

- Rythmesゲーテの『ファウスト』による交響的エピソード《マルグリットの庭 Au Jardin de Marguerite 》1901年-1905年
- 合唱つき交響詩《サラバンド Sarabande 》1907年
- 《フランス組曲 Suite française 》コンセール・コロンヌによりパリ初演 1907年
- 《交響詩「フランスの市場」 Marche française 》1914年
- 《春の夜想曲 Nocturne de printemps 》1920年
- 《冬の夜想曲 Nocturne d'hiver 》1921年
- 管弦楽のための《祝婚歌 Epithalame 》1923年
- 抒情的無言劇《オルフェ Orphée mimodrame lyrique 》 1936年6月初演、ダンス＝イダ・ルービンシュタイン
- 抒情喜劇《 Cantegril, comédie lyrique 》パリ・オペラ＝コミック座にて1931年2月6日初演。ロジェ＝デュカスの最大の野心作
- 《小組曲 Petite Suite 》
- ハープと管弦楽のための《荘重な主題による（愉しい）変奏曲 Variations sur un thème grave 》
- 《オデュッセウスとサイレーン Ulysse et les sirènes 》, 1937年
- 《 オルガンと弦楽オーケストラのためのロマンス 》1947年にニューヨークでマリー・シューマッハによって演奏された[1]。

ピアノ曲も特筆するに価する。室内楽は2つの弦楽四重奏曲があり、なかでも第2番は絶筆であり、1953年5月24日に初演された。ほかにピアノ四重奏曲や、チェロとピアノのためのロマンスもある。
ポール・デュカスと同じくロジェ＝デュカスも厳しい自己批判力の持ち主だったので、自分の厳格な水準に満たない作品は破棄した。